# Faith and Fortune
Faith and Fortune è un cortometraggio muto del 1915 diretto da Frank McGlynn Sr.

## Produzione
Il film fu prodotto dalla Edison Company.

## Distribuzione
Distribuito dalla General Film Company, il film - un cortometraggio in tre bobine - uscì nelle sale cinematografiche degli Stati Uniti il 10 dicembre 1915.